# Teinostoma cercinellum
Teinostoma cercinellum är en snäckart. Teinostoma cercinellum ingår i släktet Teinostoma och familjen Vitrinellidae. Inga underarter finns listade i Catalogue of Life.